# 波諾馬廖夫卡區
53°19′55″N 54°07′30″E / 53.33194°N 54.12500°E
波諾馬廖夫卡區（俄语：Пономарёвский район），是俄羅斯的一個區，位於該國西南部，由奧倫堡州負責管轄，面積2,069平方公里，2010年人口15,463，人口密度每平方公里7.47人。